# 光若翰
光若翰（法語：Jean-Baptiste-Marie Budes de Guébriant；1860年12月11日—1935年3月6日）是天主教法國籍主教及巴黎外方傳教會會士。曾任四川省建昌代牧区宗座代牧（1910年-1916年）、廣東省廣州宗座代牧區宗座代牧（1916年-1921年）和巴黎外方传教会总会长（1921年-1935年）。

## 生平
光若翰出生於1860年12月11日，在法蘭西帝國巴黎。1883年9月13日，他22歲時加入巴黎外方傳教會。1885年7月15日，光若翰24歲時晉鐸。

### 中國傳教
1885年10月7日，光若翰神父與金夢旦（後屬雲南宗座代牧區）從馬賽啟航，經歷40天航行，途經塞得港、亞丁、可倫坡、新加坡、西貢和香港，到達中國上海。他們在當地休息一周後，沿長江航行兩個月，於1886年1月底與另外2位神父抵達四川敘府。
光若翰神父在南四川宗座代牧區傳教，並被沙得容主教派到村莊中學習中文。期間，光神父和一位幫助他的中國修生一起住在塗上石灰的小竹屋裡。幾個月後，光神父被派到古藺，負責當地四個縣的傳教工作。他在古藺傳教六年，在當地建立教堂、學校和一座有約40張病床的療養院。
1893年，光神父譋到建昌宗座代牧區，負責冕寧南部地區的教務，並在當地開設一所小診所。1895年甲午戰爭期間，冕寧發生教難，教堂被洗劫一空，傳教士被監禁。光神父被迫在雲南避難一段時間。    

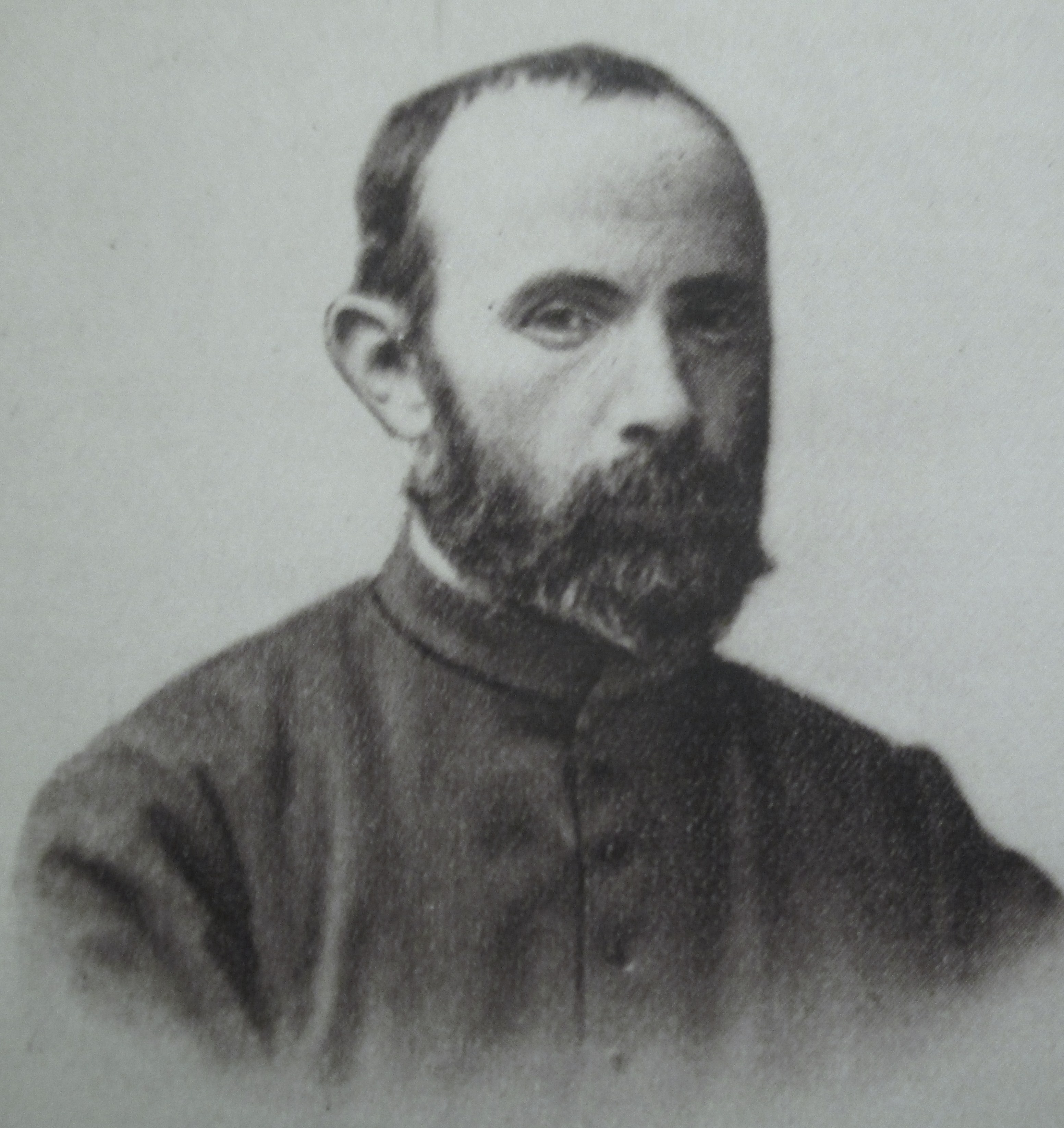
1901年拍攝的光若翰神父

1898年，光神父獲任命為建昌宗座代牧區教區長。期間，在上海學習英語及在日本學習教區行政管理。1900年11月，光神父以秘書身份陪同樊國梁主教返回法國，為中國傳教辯護。1901年，他回敘府出任公濟堂主任司鐸，並在王大嘴傳教。期間，邀請瑪利亞方濟各傳教修會在當地建立學校和診所。三年後，光神父被召回建昌。

### 建昌宗座代牧
1910年8月12日，光若翰在49歲時獲時任教宗庇護十世任命成為建昌宗座代牧區宗座代牧，領銜希臘伊庇魯斯尤里教區主教。同年11月20日由四川東境宗座代牧舒福隆主教主禮，南四川宗座代牧劉法約爾主教襄禮晉牧。
由於，當時宗座代牧區只有4,000名信徒及11位神父。因此，光主教返回法國和羅馬籌集資金。在回程時經過河內，期間從電報得知武昌發生辛亥革命，宗座代牧區內的法籍神父與約20名信徒被殺。1911年12月，光若翰主教回到寧遠府。
任內光主教，在當地建立神學院，擁有77所天主教學校，有1,800名學生。。1913年，法國政府授予光若翰主教法國榮譽軍團勳章。次年，祝聖第一位國籍神父陳達米盎。

### 广州宗座代牧
1916年4月28日，光若翰主教調任為廣州宗座代牧區宗座代牧, 負責有一個人口達1,500萬、35,000名信徒、4,242位法國傳教士和15位國籍神父的宗座代牧區。在其任內，聖座先後將廣州宗座代牧區一分為四；1920年劃出廣東西部成立粵西海南宗座代牧區繼續由巴黎外方傳教會負責、劃出西北部成立韶州宗座代牧區由慈幼會負責；1924年劃出南部成立江門宗座監牧區由瑪利諾外方傳教會負責。分設後的廣州宗座代牧區信徒減少至不到20,000人。光主教在任內設立有350個男孩的聖心中學、由安貧小姊妹會管理的安老院以及由加拿大聖母無原罪修女會的各種事業。

#### 擔任宗座視察員
光若翰主教被聖座傳信部任命為宗座視察員，分別於1919年視察中國任國各地及1920年視察西伯利亞地區。他於1920年，抵到羅馬向教宗述職，同行的還有遣使會會士雷鳴遠神父。其後，雷鳴遠留在巴黎負責中國留學生的傳教工作，並在1923年成立中國天主教學生會。光若翰主教其後經加拿大返回中國，途中更訪問聖母無原罪修女會。直到1921年為止，光若翰主教已經访问印度、中南半岛、中国、韩国和日本等地方達37次。

### 巴黎外方传教会总会长

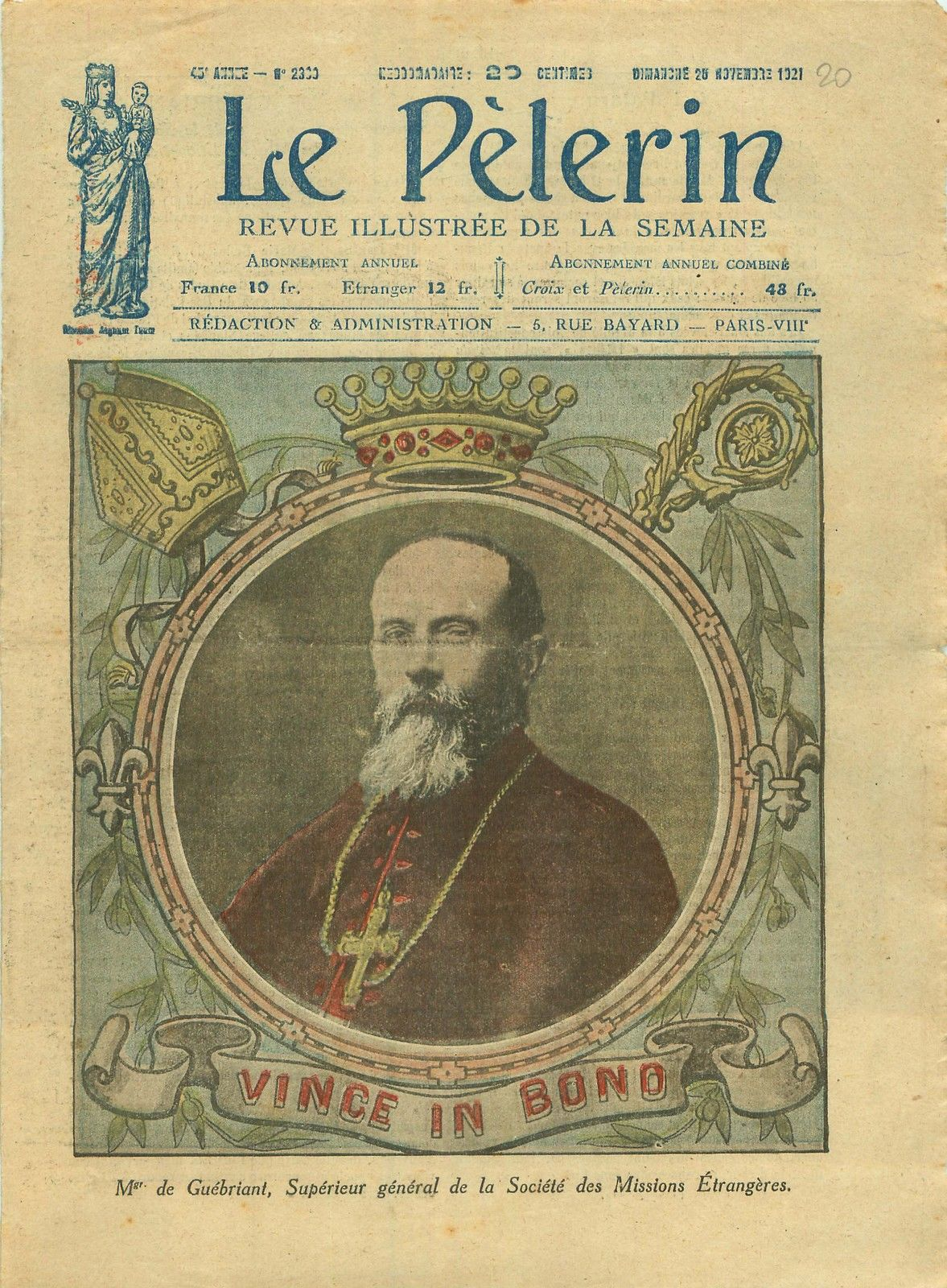
朝聖者(雜誌)雜誌，於1921年11月25日刊登的若翰主教封面

1921年3月21日，在英屬香港巴黎外方传教会大楼举行的会议上，光若翰主教当选为巴黎外方传教会第7任总会长，並於同年5月21日得到教廷認可。同年10月9日，光主教回到法國巴黎巴克路巴黎外方传教会总部。同12月11日，光若翰獲時任教宗本篤十五世任命为總主教。領銜保加利亞馬爾恰諾波利總教區。他随后在法國致力傳教，以彌補因第一次世界大战造成的信徒流失。並且，他又每星期探访比耶夫尔修院。

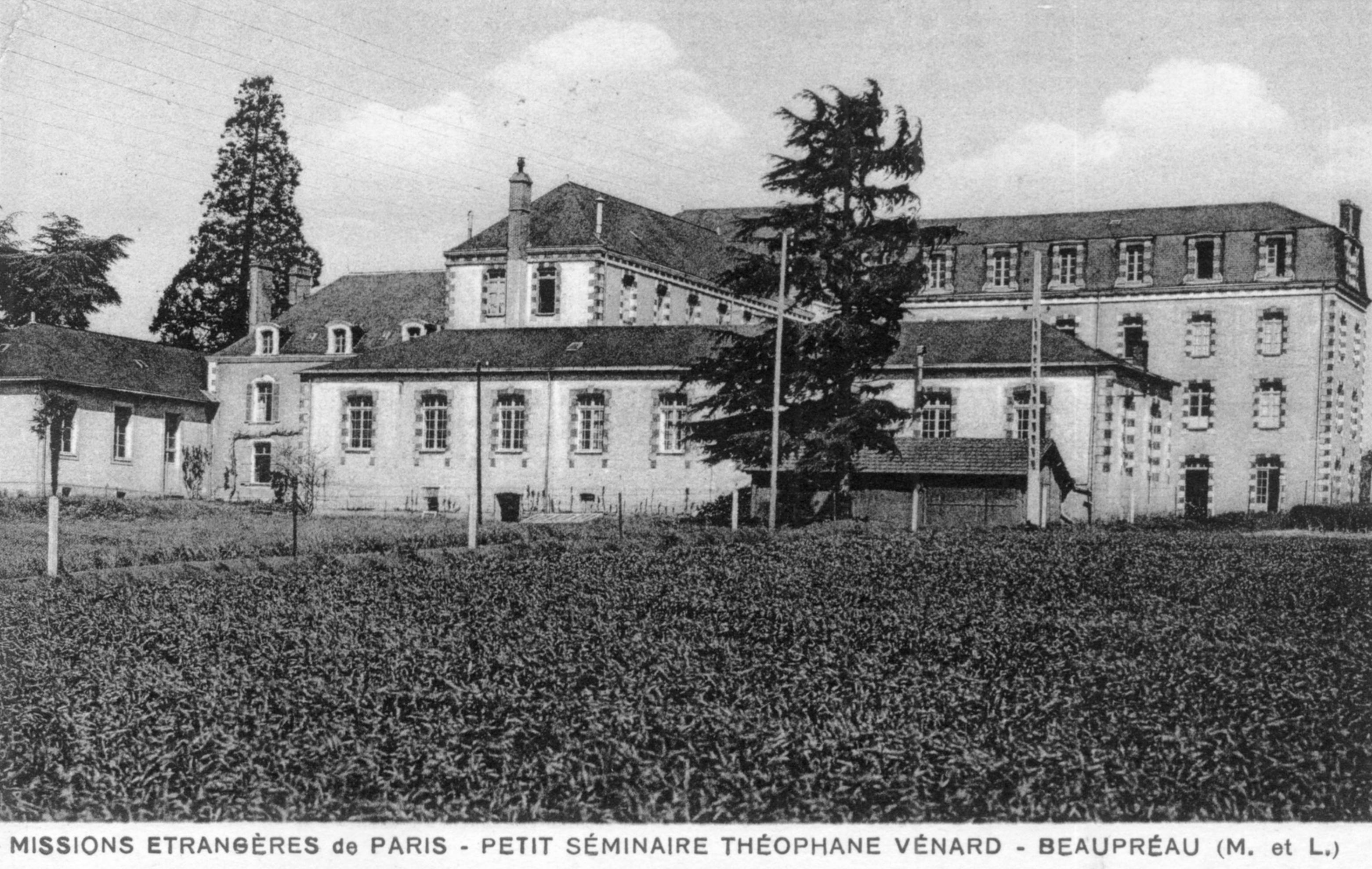
法國博普雷歐聖戴法納·韋納爾小修院

1922年9月，越南安南皇帝赐给他大南龍星院司令官徽章。1925年，光總主教在梵蒂冈参與傳教展览後，得到與時任教宗庇护十一世接见。1925年7月5日，與教宗庇护十一世共祭冊封在1839年己亥教難和1846年丙午教难中殉道的朝鲜半岛殉道者為真福。同時，他與宗座駐華代表刚恒毅總主教擔任顾问，向教宗推薦第一批共6人的中國籍神父成為主教，且6人相繼在1926年獲教宗親自祝圣晉牧。1930年，光總主教遨邀請瑞士大聖伯納德山口的大聖伯納修會會士到西藏打箭爐宗座代牧區的传教。其後，他在法國曼恩-卢瓦尔省的博普雷欧成立巴黎外方传教会第一个小修院，且以聖戴法納·韋納爾命名。
同年，在法國巴克路巴黎外方传教会总部举行第二次外方传教会主教大会，有26位主教和12名传教士参與为期两个星期的大会。光若翰總主教以及其的两个助手再次当选。同年8月17日，光總主教在传教会总部會见萬民福音部部长威廉·馬里努斯·範羅蘇姆枢机。

#### 環球牧訪

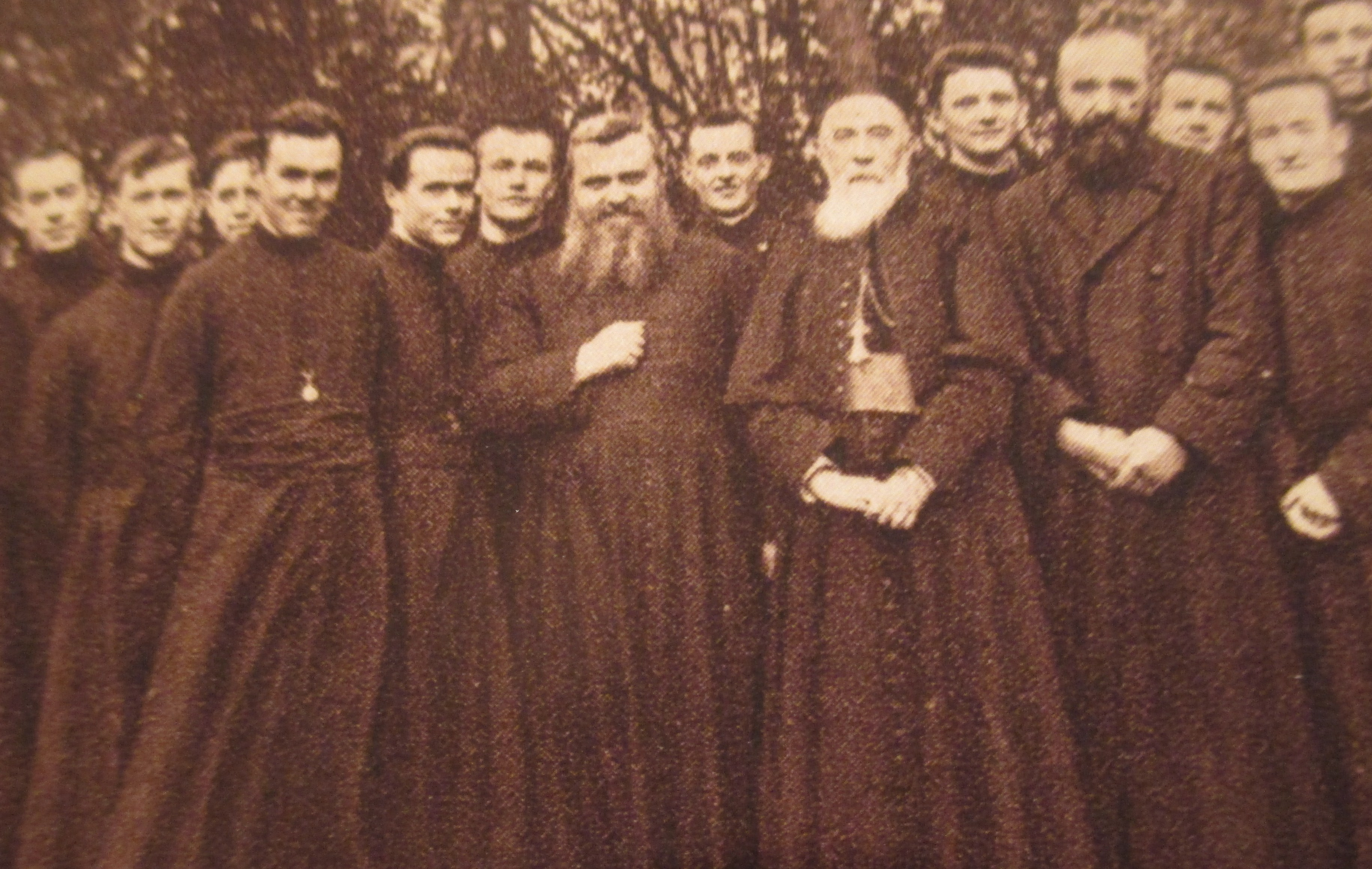
白鬍子的是光若翰總主教(1935年)

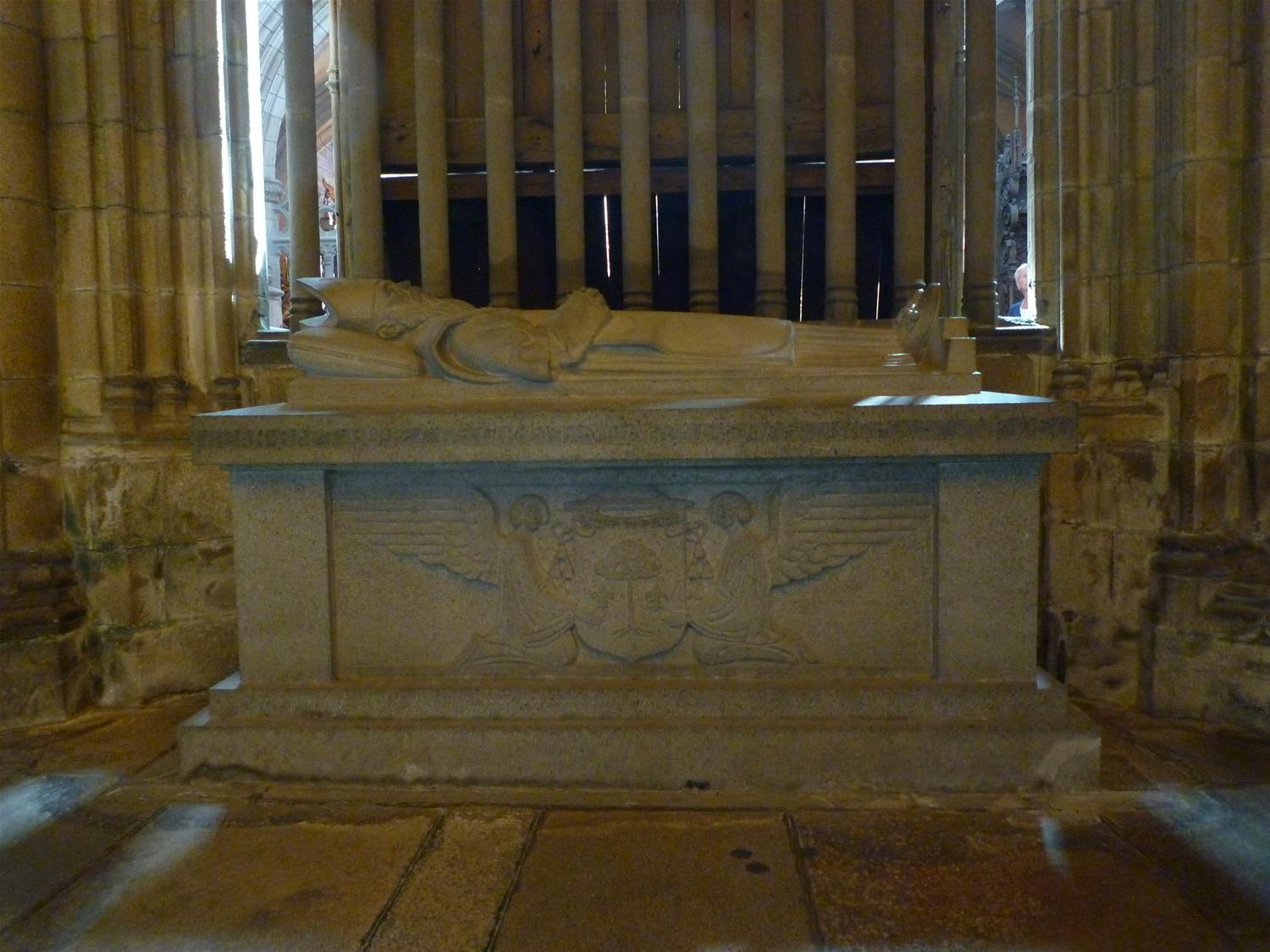
聖波勒德萊昂主教座堂內的光若翰總主教臥姿

光若翰總主教在71岁时進行環球牧訪，先後前往印度次大陸英属印度贡伯戈讷姆、法屬印度本地治里、邁索爾王國迈索尔，再到達远东地區。其後，他访问暹罗王國、柬埔寨金边及法属印度支那，並在法属印度支那首府河内會见西東京宗座代牧皮埃爾-瑪麗·讓德羅主教。之後，光總主教再轉到中国重庆和上海，再到日本，后与漢城宗座代牧古斯塔夫·穆特爾總主教培陪同前往日治朝鮮，探訪当地的12万名基督徒。朝鮮视察结束後經中國東北满洲和哈尔滨，並探訪當地哈爾濱俄羅斯裔民的俄羅斯正教會信徒和俄羅斯禮東儀天主教徒。十天后，光總主教在蘇聯莫斯科被软禁，並與派尤金·約瑟夫·內芙主教见面。光主教在软禁八个月後，於1933年6月8日回到法國的外方传教会总部，並在同年11月向教宗报告。
同年，光總主教在罗马襄禮晉牧首位越南籍主教發艷辅理宗座代牧阮巴東，以及中国四川省雅州宗座代牧李容兆主教。1933年9月，光總主教主禮晉牧云南府宗座代牧雍守正主教。 
1935年3月6日，光若翰總主教在法國巴黎巴克路去世。葬礼在巴黎圣母院举行，由讓·維迪埃枢机主禮，一群教会和世俗领袖、巴黎外方传教会會士及巴黎居民出席。其後，光若翰總主教被埋葬在圣波勒德莱昂的家中。